# Sallmannshof
Sallmannshof (fränkisch: Salmashuf bzw. Schbieglhuf) ist ein Gemeindeteil der Stadt Wolframs-Eschenbach im Landkreis Ansbach (Mittelfranken, Bayern). Sallmannshof liegt in der Gemarkung Reutern.

## Geografie
Die Einöde liegt am hier noch als Gänsbach bezeichneten rechten Oberlauf des Erlbachs. Das Hartbächlein mündet dort von rechts in diesen. 0,75 km südwestlich erhebt sich der Flügelsberg (438 m ü. NHN). Unmittelbar westlich liegt die Utzenmühle.
Der Ort liegt an der Staatsstraße 2220, die an der Utzenmühle vorbei nach Wolframs-Eschenbach (2 km westlich) bzw. an der Bölleinsmühle vorbei nach Ismannsdorf führt (1,6 km östlich).

## Geschichte
Der Ort wurde 1331 als „Sallmansdorf“ erstmals urkundlich erwähnt. Das Bestimmungswort des Ortsnamens ist der Personenname Salman. Eine Person dieses Namens ist als Gründer der Siedlung anzunehmen. Im Salbuch der Deutschordenskommende Nürnberg von 1343 bestand „Salmanstorf“ aus dem Hof des Mayer, einem Lehen, Bölleinsmühle und Weidenmühle. Sämtliche Anwesen unterstanden dem Amt Eschenbach. 1502 wird der Ort als „Salmhof“ bezeichnet.
Im 16-Punkte-Bericht des Oberamts Windsbach aus dem Jahr 1608 wurde für „Sahlmansmühl“ 1 Mannschaft verzeichnet, die dem Stadtvogteiamt Eschenbach unterstand. Das Hochgericht übte das brandenburg-ansbachische Kasten- und Stadtvogteiamt Windsbach aus.
Gegen Ende des 18. Jahrhunderts gab es in Sallmannshof 4 Anwesen (2 Halbhöfe, 1 Gut, 1 Mühle). Das Hochgericht übte weiterhin das Kasten- und Stadtvogteiamt Windsbach aus. Die Dorf- und Gemeindeherrschaft sowie die Grundherrschaft über die Anwesen hatte das Stadtvogteiamt Eschenbach inne. Unter der preußischen Verwaltung (1792–1806) des Fürstentums Ansbach wurden für Sallmannshof Hausnummern vergeben: Nr. 1 war die Spiegelmühle, Nr. 2 und 3 Spiegelhof und Nr. 4 die Utzenmühle. Es gab zu dieser Zeit drei Untertansfamilien. Von 1797 bis 1808 unterstand der Ort dem Justiz- und Kammeramt Windsbach.
Im Rahmen des Gemeindeedikts wurde Sallmannshof dem 1808 gebildeten Steuerdistrikt Sauernheim und der 1810 gegründeten Ruralgemeinde Sauernheim zugeordnet. Mit dem Zweiten Gemeindeedikt (1818) wurde Sallmannshof in die neu gebildete Ruralgemeinde Reutern umgemeindet. Diese wurde am 1. Januar 1972 im Zuge der Gebietsreform in Bayern nach Wolframs-Eschenbach eingemeindet.

### Baudenkmal
- Haus-Nr. 2: Scheune[16]

### Einwohnerentwicklung
| Jahr      | 001818 | 001840 | 001861 | 001871 | 001885 | 001900 | 001925 | 001950 | 001961 | 001970 | 001987 |
| Einwohner | 11     | 15     | 21     | 14     | 17     | 14     | 17     | 11     | 13     | 17     | 11     |
| Häuser    | 2      | 2      |        |        | 4      | 2      | 2      | 2      | 2      |        | 2      |
| Quelle    | [ 18 ] | [ 19 ] | [ 20 ] | [ 21 ] | [ 22 ] | [ 23 ] | [ 24 ] | [ 25 ] | [ 26 ] | [ 27 ] | [ 1 ]  |

Die Gemeindeteile Sallmannshof, Bölleinsmühle und Utzenmühle haben insgesamt 9 Einwohner (Stand: 1. April 2020).

## Religion
Der Ort ist römisch-katholisch geprägt und bis heute nach Liebfrauenmünster (Wolframs-Eschenbach) gepfarrt. Die Einwohner evangelisch-lutherischer Konfession sind nach St. Margareta (Windsbach) gepfarrt.

## Veranstaltungen
Von 2008 bis 2014 fand auf einer Waldlichtung nahe Sallmannshof jährlich Anfang September das Electro-Musikfestival Echolot statt.